# Saúl Craviotto
Saúl Craviotto Rivero (Lérida, 3 de noviembre de 1984) es un piragüista y agente de policía español, especialista en la modalidad de kayak. Es bicampeón olímpico, en Pekín 2008 y Río de Janeiro 2016, cuatro veces campeón mundial y tres veces campeón de Europa.
Participó en cinco Juegos Olímpicos de Verano, obteniendo en total seis medallas, oro en Pekín 2008, plata en Londres 2012, oro y bronce en Río de Janeiro 2016, plata en Tokio 2020 y bronce en París 2024. Fue el abanderado español en la ceremonia de apertura de Tokio 2020 junto a la nadadora Mireia Belmonte. 
Ganó once medallas en el Campeonato Mundial de Piragüismo entre los años 2007 y 2022, y seis medallas en el Campeonato Europeo de Piragüismo entre los años 2008 y 2018.

## Trayectoria
En los Juegos Olímpicos de Pekín 2008, ganó la medalla de oro en la prueba de K2 500 m, al lado de Carlos Pérez Rial, con un tiempo de 1,28 minutos. En Londres 2012 ganó la medalla de plata en la prueba de K1 200 m.
En los Juegos de Río de Janeiro 2016 logró la medalla de oro en la prueba de K2 200 m, junto con Cristian Toro. Dos días después, consiguió la medalla de bronce en la prueba de K1 200 m. En su cuarta participación olímpica, en Tokio 2020, ganó la medalla de plata en la prueba de K4 500 m, y fue, junto con la nadadora Mireia Belmonte, el abanderado español en la ceremonia de apertura.
Por sus éxitos deportivos fue condecorado en 2009 con la Medalla de Oro de la Real Orden del Mérito Deportivo y en 2016 con el Premio Nacional del Deporte Don Felipe de Borbón.
Trabaja como agente de la Policía Nacional en la Comisaría de Gijón. Estudió el máster en Dirección y Gestión de Entidades Deportivas en la Universidad Católica San Antonio de Murcia.
En 2017 participó en la segunda edición del concurso de cocina de Televisión Española MasterChef Celebrity, en el que resultó ganador.
En los Juegos Europeos de Cracovia 2023 consiguió una medalla de oro en la prueba de K4 500 m.
En 2024 gana su sexta medalla olímpica, al conseguir el bronce en la prueba de piragüismo K4 500 m. en las Olimpiadas de París 2024, una medalla que lo convierte en el deportista español más laureado de la historia.

## Palmarés internacional
| Juegos Olímpicos   | Juegos Olímpicos            | Juegos Olímpicos  | Juegos Olímpicos |
| Año                | Lugar                       | Medalla           | Competición      |
| ------------------ | --------------------------- | ----------------- | ---------------- |
| 2008               | Pekín (China)               | Medalla de oro    | K2 500 m         |
| 2012               | Londres (Reino Unido)       | Medalla de plata  | K1 200 m         |
| 2016               | Río de Janeiro (Brasil)     | Medalla de oro    | K2 200 m         |
| 2016               | Río de Janeiro (Brasil)     | Medalla de bronce | K1 200 m         |
| 2020               | Tokio (Japón)               | Medalla de plata  | K4 500 m         |
| 2024               | París (Francia)             | Medalla de bronce | K4 500 m         |
| Campeonato Mundial |                             |                   |                  |
| Año                | Lugar                       | Medalla           | Competición      |
| 2009               | Dartmouth (Canadá)          | Medalla de oro    | K1 4 × 200 m     |
| 2009               | Dartmouth (Canadá)          | Medalla de plata  | K2 200 m         |
| 2010               | Poznań (Polonia)            | Medalla de oro    | K1 4 × 200 m     |
| 2010               | Poznań (Polonia)            | Medalla de plata  | K2 200 m         |
| 2011               | Szeged (Hungría)            | Medalla de oro    | K1 4 × 200 m     |
| 2013               | Duisburgo (Alemania)        | Medalla de bronce | K1 200 m         |
| 2014               | Moscú (Rusia)               | Medalla de bronce | K1 200 m         |
| 2018               | Montemor-o-Velho (Portugal) | Medalla de plata  | K2 200 m         |
| 2018               | Montemor-o-Velho (Portugal) | Medalla de plata  | K4 500 m         |
| 2019               | Szeged (Hungría)            | Medalla de plata  | K4 500 m         |
| 2022               | Halifax (Canadá)            | Medalla de oro    | K4 500 m         |
| Juegos Europeos    |                             |                   |                  |
| Año                | Lugar                       | Medalla           | Competición      |
| 2023               | Cracovia (Polonia)          | Medalla de oro    | K4 500 m         |
| Campeonato Europeo |                             |                   |                  |
| Año                | Lugar                       | Medalla           | Competición      |
| 2008               | Milán (Italia)              | Medalla de plata  | K2 500 m         |
| 2009               | Brandeburgo (Alemania)      | Medalla de oro    | K2 200 m         |
| 2010               | Corvera (España)            | Medalla de plata  | K2 200 m         |
| 2010               | Corvera (España)            | Medalla de plata  | K2 500 m         |
| 2018               | Belgrado (Serbia)           | Medalla de oro    | K2 200 m         |
| 2018               | Belgrado (Serbia)           | Medalla de oro    | K4 500 m         |

## Condecoraciones
| Distinción                                                                          | Año  |
| ----------------------------------------------------------------------------------- | ---- |
| Medalla de oro – Real Orden del Mérito Deportivo                                    | 2009 |
| Galardón                                                                            | Año  |
| Premio Nacional del Deporte Don Felipe de Borbón «Mejor deportista español del año» | 2016 |